# 개인방언
개인방언(個人方言, 영어: idiolect) 또는 개인어(個人語)는 한 개인에게 고유한 언어의 사용이나 화법을 말한다. 이 고유성은 어휘, 문법, 발음 등에서 모두 나타날 수 있다. 방언(dialect)이라는 말로부터 파생된 용어지만, 원 의미의 방언은 다수의 사람들이 집단적으로 공유하는 언어적 특징들을 가리킨다는 점에서 다르다.
개인방언의 존재는 언어를 실제 언어 사용자들의 관행과 분리시켜 이상적으로 분석하는 종래의 방법론에 이의를 제기한다. 이러한 관점에서 볼 때 언어는 그 자체로 존재하는 개체가 아니라 개인방언들의 모임일 뿐이다. 법언어학에서는 말이나 글에서 개인방언을 분석 및 비교하여 주어진 텍스트를 누가 생성했는지 식별하는 것이 하나의 주제이다. 코퍼스 언어학에서도 어떤 데이터가 개인방언에 속하는지 탐지하는 방법이 연구되었다.

## 같이 보기
- 방언
- 사회방언
- 개인 어휘
- 사적 언어 논증